# Черваска
Черваска (итал. Cervasca) је насеље у Италији у округу Кунео, региону Пијемонт.
Према процени из 2011. у насељу је живело 1139 становника. Насеље се налази на надморској висини од 580 м.

## Становништво
Према резултатима пописа становништва 2011. у општини је живело 4.804 становника.
| 1936. | 1951. | 1961. | 1971. | 1981. | 1991. | 2001. | 2011. |
| ----- | ----- | ----- | ----- | ----- | ----- | ----- | ----- |
| 2.526 | 2.593 | 2.431 | 2.794 | 3.432 | 3.673 | 4.197 | 4.804 |

## Партнерски градови
- Ало